# Nepeta agrestis
Nepeta agrestis là một loài thực vật có hoa trong họ Hoa môi. Loài này được Loisel. mô tả khoa học đầu tiên năm 1827.